# Ashes Tour 1964
Die Ashes Tour 1964 war die Tour der australischen Cricket-Nationalmannschaft, die die 42. Austragung der Ashes beinhaltete, und wurde zwischen dem 4. Juni und 18. August 1964 ausgetragen. Die internationale Cricket-Tour war Teil der internationalen Cricket-Saison 1964 und umfasste fünf Test-Matches. Australien gewann die Serie 1–0.

## Vorgeschichte
Für beide Mannschaften war es die erste Tour der Saison.
Das letzte Aufeinandertreffen der beiden Mannschaften bei einer Tour fand in der Saison 1962/63 in Australien statt.

## Stadien
Die folgenden Stadien wurden für die Tour als Austragungsort vorgesehen.
| Stadion                     | Stadt      | Kapazität | Spiele  |
| --------------------------- | ---------- | --------- | ------- |
| Headingley Stadium          | Leeds      | 17.000    | 3. Test |
| The Oval                    | London     | 23.500    | 5. Test |
| Lord’s Cricket Ground       | London     | 30.000    | 2. Test |
| Old Trafford Cricket Ground | Manchester | 19.000    | 4. Test |
| Trent Bridge                | Nottingham | 15.350    | 1. Test |

## Kaderlisten
Die Mannschaften benannten die folgenden Kader.
| Test | Test |
| England | Australien |
| --- | --- |
| - Ted Dexter (K) - David Allen - Bob Barber - Ken Barrington - Geoff Boycott - Tom Cartwright - Len Coldwell - Colin Cowdrey - John Edrich - Jack Flavell - Norman Gifford - John Mortimore - Peter Parfitt - Jim Parks (wk) - John Price - Fred Rumsey - Phil Sharpe - Ken Taylor - Fred Titmus - Fred Trueman | - Bob Simpson (K) - Brian Booth - Peter Burge - Grahame Corling - Bob Cowper - Wally Grout (wk) - Neil Hawke - Bill Lawry - Graham McKenzie - Norm O’Neill - Ian Redpath - Tom Veivers |

## Tour Matches
Während der Tour bestritt Australien 26 Tour Matches.

## Tests

### Erster Test in Nottingham
| 4. – 9. Juni Scorecard | Nottingham | England 216-8d (102) & 193-9d (66.5) | – | Australien 168 (78.3) & 40-2 (9.2) |
|                        |            | Remis                                |   |                                    |

England gewann den Münzwurf und entschied sich als Schlagmannschaft zu beginnen.

### Zweiter Test in London
| 18. – 23. Juni Scorecard | London (Lord’s) | Australien 176 (84) & 168-4 (74) | – | England 246 (99.3) |
|                          |                 | Remis                            |   |                    |

England gewann den Münzwurf und entschied sich als Feldmannschaft zu beginnen.

### Dritter Test in Leeds
| 2. – 6. Juli Scorecard | Leeds | England 268 (103.3) & 229 (89.5) | – | Australien 389 (158.3) & 111-3 (57) |
|                        |       | Australien gewinnt mit 7 Wickets |   |                                     |

England gewann den Münzwurf und entschied sich als Schlagmannschaft zu beginnen.

### Vierter Test in Manchester
| 23. – 28. Juli Scorecard | Manchester | Australien 656-8d (255.5) & 4-0 (2) | – | England 611 (293.1) |
|                          |            | Remis                               |   |                     |

Australien gewann den Münzwurf und entschied sich als Schlagmannschaft zu beginnen.

### Fünfter Test in London
| 13. – 18. August Scorecard | London (Oval) | England 182 (71.4) & 381-4 (163) | – | Australien 379 (177.3) |
|                            |               | Remis                            |   |                        |

England gewann den Münzwurf und entschied sich als Schlagmannschaft zu beginnen.